# Fatjanovokultur

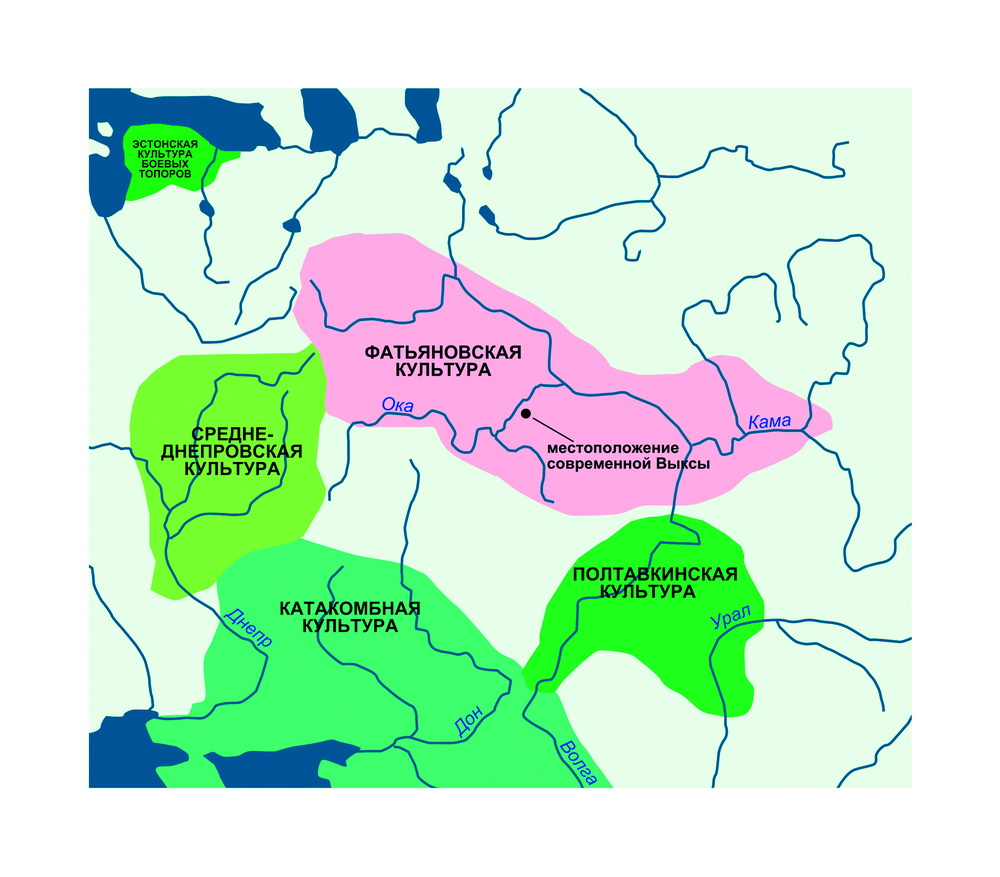
Fatyanovo-Balanovo i rosa.

Fatjanovokultur, arkeologisk kulturgrupp som har fått sitt namn efter byn Fatjanovo i Jaroslavl oblast, Ryssland. Fatjanovokulturen har stor utbredning i norra och centrala Ryssland, speciellt kring Volga och Oka. Boplatslokalens keramikfynd påminner mycket om de tillhörande gropkeramiska/stridsyxekulturens keramikformer och de väl slipade bergartsyxorna liknar båtyxor.